# Hanns Hilgard
Hanns Herbert Hilgard (* 1912; † 1984) war ein deutscher Diplomat, der unter anderem zwischen 1971 und 1975 Botschafter der Bundesrepublik Deutschland in Luxemburg war.

## Leben
Hilgard war der Sohn des Ministerialbeamten und Versicherungsmanagers Eduard Hilgard, der unter anderem zwischen 1925 und 1944 Vorstandsmitglied der Allianz und Stuttgarter Verein Versicherungs-AG sowie 1933 Vorsitzender des Reichsverbands der Privatversicherung wurde. Er selbst absolvierte nach dem Abitur ein Studium der Rechtswissenschaften an der Georg-August-Universität Göttingen und schloss dort 1935 seine Promotion zum Doktor der Rechte mit der Dissertation Die Unterpari-Emission von Aktien und die Quotenaktie ab. Durch seinen Vater wurde er ebenfalls Mitarbeiter der Allianz Versicherungs-AG und war unter anderem 1939 im Sudetenland mit dem Aufbau des Versicherungsgeschäfts betraut.
Nach Ende des Zweiten Weltkrieges wurde Hilgard 1946 zunächst Angestellter und danach 1947 als Regierungsrat sowie zuletzt bis 1952 als Oberregierungsrat Referent in der Hochschulabteilung im Bayerischen Staatsministerium für Unterricht und Kultus und unternahm im Frühjahr 1949 eine zweimonatige Studienreise in die USA zur Begutachtung des dortigen Hochschul- sowie Universitätswesens. 1952 wechselte er in das Auswärtige Amt und war dort als Oberregierungsrat und Leiter des Referats Wissenschaft und Hochschulwesen der Kulturabteilung tätig. Am 19. Februar 1953 wurde er Legationsrat Erster Klasse sowie später Vortragender Legationsrat Erster Klasse.
1962 wurde Hilgard Generalkonsul in Amsterdam. 1968 wurde ihm aufgrund seiner Verdienste in dieser Funktion das Bundesverdienstkreuz Erster Klasse verliehen. 1971 löste er schließlich Carl-Heinz Lüders als Botschafter der Bundesrepublik Deutschland in Luxemburg und bekleidete diesen diplomatischen Posten bis 1975, woraufhin Heinz-Werner Meyer-Lohse seine dortige Nachfolge antrat. Während dieser Zeit kam es vom 27. bis 29. November 1973 zum Staatsbesuch von Bundespräsident Gustav Heinemann in Luxemburg, der erste Besuch eines deutschen Staatsoberhaupts in Luxemburg überhaupt.
Aus seiner Ehe mit Elisabeth Hilgard, geborene Haase, ging der Krebsforscher und Mediziner Peter Hanns Hilgard hervor.